# Manusrupsvogel
De manusrupsvogel (Coracina ingens)  is een rupsvogel die  endemisch is  op de Admiraliteitseilanden (waaronder het eiland Manus). Deze vogel wordt ook wel beschouwd als een ondersoort van de papoearupsvogel (Coracina papuensis ingens).